# Cenate Sopra
Cenate Sopra – miejscowość i gmina we Włoszech, w regionie Lombardia, w prowincji Bergamo.
Według danych na styczeń 2009 gminę zamieszkiwało 2518 osób przy gęstości zaludnienia 363,3 os./1 km².